# هانز كريستوف وولف
هانز كريستوف وولف (بالألمانية: Hans Christoph Wolf) (و. 1929 – م) هو فيزيائي، وأستاذ جامعي من ألمانيا .

## مناصب وهيئات
أدار جامعة شتوتغارت.